# (35973) 1999 LU26
1999 أل يو 26 (ويعرف أيضًا باسم (35973) 1999 أل يو 26 وفق تسمية الكوكب الصغير) (بالإنجليزية: 1999 LU26)‏؛ هو كويكب ضمن حزام الكويكبات.
اكتُشف هذا الجُرم الفلكي بواسطة بحث لنكولن عن الكويكبات القريبة من الأرض في 9 يونيو 1999، وترتيبه 35973 من حيث الاكتشاف.

## الوصف
اكتُشف 359731999LU في 9 يونيو 1999 في مرصد ماغدالينا ريدج، الواقع في مقاطعة سوكورو، نيومكسيكو في الولايات المتحدة، بواسطة مشروع بحث لنكولن عن الكويكبات القريبة من الأرض (بالإنجليزية: Lincoln Near-Earth Asteroid Research)‏ LINEAR. وقد رصد المشروع 1,855 مشاهدة للكويكب إلى غاية 5 فبراير 2022 بتوقيت منطقة المحيط الهادئ، أي في مدة قدرها 11,168 يومًا (30.6 عام). تستغرق الفترة المدارية للكويكب 1,480 يومًا (4.1 عام).

## الخصائص المدارية
يتميز مدار هذا الكويكب بنصف محور رئيسي يبلغ 2.54 وحدة فلكية، وحضيض قدره 1.85 وحدة فلكية، وانحراف قدره 0.271 وزاوية ميلان 14.5 درجة بالنسبة لمسار الشمس. بسبب هذه الخصائص، أي نصف المحور الرئيسي بين 2 و3.2 وحدة فلكية وحضيض أكبر من 1,666 وحدة فلكية، يُصنف هذا الجُرم الفلكي وفقًا لقاعدة بيانات مختبر الدفع النفاث لأجرام النظام الشمسي الصغيرة كائنًا من حزام الكويكبات الرئيسي.

## الخصائص الفيزيائية
يُقدر القدر المطلق (H) لـ359731999LU بـ13.89 ووضاءته بـ0.184، مما يمكِّن تقدير قطره بـ 5.379كم. استُخلصت هذه النتائج بفضل ملاحظات مستكشف الأشعة تحت الحمراء عريض المجال (WISE)، وهو مرصد فضائي أمريكي وُضع في المدار في عام 2009 ويراقب السماء بأكملها بالأشعة تحت الحمراء، في عام 2011، نُشرت النتائج الأولى المتعلقة بالكويكبات من الحزام الرئيسي.

## وصلات خارجية
- (35973) 1999 LU26 في قاعدة بيانات مختبر الدفع النفاث لأجرام النظام الشمسي الصغيرة

- الاكتشاف · مخطط المدار ·  العناصر المدارية · المعلمات المادية

- (35973) 1999 LU26 على موقع ويكي سكاي: DSS2, SDSS, GALEX, IRAS, Hydrogen α, X-Ray, Astrophoto, Sky Map, Articles and images